# Rõuge Ratasjärv
Rõuge Ratasjärv (est. Ratasjärv (Rõuge Ratasjärv, Rattajärv, Rattaaluse järv)) – jezioro w Estonii, w prowincji Võrumaa, w gminie Rõuge. Należy do pojezierza Haanja (est. Hannja järved). Położone jest w obszarze miasta Rõuge. Ma powierzchnię 6,8ha linię brzegową o długości 1333 m, długość 585 m i szerokość 225 m. Przepływa przez nie rzeka Rõuge jõgi. Sąsiaduje m.in. z jeziorami Kaussjärv, Rõuge Valgjärv, Liinjärv, Rõuge Suurjärv, Tõugjärv, Kahrila. Położone jest na terenie obszaru chronionego krajobrazu Haanja (est. Haanja looduspark).